# Verbena quadrangulata
Verbena quadrangulata — вид рослин родини Вербенові (Verbenaceae), поширений у Техасі й пн.-сх. Мексиці.

## Опис
Горішки субциліндричні, розширені при самій основі й несуть великий яйцюватий придаток на верхівці. Стебла розпростерті. Листки розташовані навпроти; листові пластини яйцюваті в контурі, з зубчастими і лопатевими краями до 3.8 см завдовжки. Суцвіття непоказні. Віночки білі або білуваті, 5-листочкові, ≈0.5 см завширшки. Цей вид легко розпізнати з його дуже маленькими білими квітками і горішками у формі гантелей. 

## Поширення
Поширений у Техасі й пн.-сх. Мексиці.